# La Cour des hiboux
Batman : La Cour des hiboux (en anglais Batman: Night of the Owls) est un arc narratif s'étirant sur treize numéros de la série Batman, publiée par DC Comics. Démarré à la fin de l'année 2011, le récit est scénarisé par Scott Snyder et dessiné par Greg Capullo. Il voit s'affronter le héros Batman et une mystérieuse société secrète, la Cour des Hiboux, nouvel ennemi apparaissant pour la première fois dans ce récit.
L'histoire est publiée en deux tomes chez Urban Comics sous les titres : La Cour des Hiboux (The Court of Owls) suivi de La Nuit des Hiboux (The City of Owls).
En 2015, l'arc narratif est librement adapté dans le film d'animation Batman vs. Robin.

## Histoire éditoriale
Au premier semestre 2011, DC Comics sort le crossover Flashpoint. Les aventures de Barry Allen modifient profondément l'Univers DC et, en septembre 2011, l'éditeur redémarre entièrement toutes ses séries : c'est la Renaissance DC (The New 52). La série Batman redémarre ainsi au numéro 1.
Le premier numéro, écrit par Scott Snyder et dessiné par Greg Capullo, sort le 21 septembre 2011. Après avoir présenté les bases de l'histoire, le premier crossover majeur des New 52 démarre à partir du numéro 8 de Batman et s'étend aux autres séries des alliés du justicier (Batgirl, Nightwing...),.
Pour ce premier récit, le scénariste Scott Snyder créé un nouvel ennemi pour Batman : la Cour des Hiboux. Snyder explique avoir choisi le hibou (owl en anglais) comme symbole de la Cour pour deux raisons. La première est que le rapace est le prédateur naturel des chauves-souris. La seconde est que l'image du Hibou était déjà présente dans de précédents comics books avec l'existence du personnage Owlman, une version maléfique de Batman appartenant au Syndicat du Crime de Terre-3.

## Synopsis
Batman enquête sur le meurtre d'un homme avec comme seuls indices : des poignards avec un hibou gravé sur le manche et le message « Bruce Wayne mourra demain ». Le soir suivant, Wayne est attaqué par un assassin avec le visage recouvert d'un masque ressemblant à une tête de hibou. Avec ce symbole du rapace nocturne qui revient sans cesse, tout semble lié à une vieille comptine et légende urbaine de Gotham City : la Cour des Hiboux. La Cour serait une société secrète qui contrôle la ville dans l'ombre et qui tue ses ennemis en envoyant un de ses assassins, les Ergots (Talon en anglais). En enquêtant, Batman finit par découvrir que la Cour existe bel et bien, et qu'elle est ancienne, remontant aux origines de la ville. En cherchant « les nids », Batman échappe de peu à une explosion mais finit par se retrouver pris au piège et drogué dans un labyrinthe souterrain.
Après avoir erré pendant une semaine dans ce labyrinthe, il réussit à fuir. Mais la Cour décide de porter un grand coup contre le Chevalier Noir et ses alliés, et envoie ses Ergots pour se débarrasser d'eux.

## Crossover
Les alliés de Batman sont également touchés par l'affrontement entre Batman et la Cour. Un crossover avec les autres séries liées à la Bat-Family a lieu. Les autres numéros concernés sont :
- All-Star Western vol. 3 no 9
- Batgirl vol. 4 no 9
- Batman and Robin vol. 2 no 9
- Batman: The Dark Knight vol. 2 no 9
- Batwing no 9
- Birds of Prey vol. 3 no 9
- Catwoman vol. 4 no 9
- Detective Comics vol. 2 no 9
- Nightwing vol. 3 no 8-9
- Red Hood and the Outlaws no 9

## Publications

### Ventes et accueil
Lors de sa sortie, le premier numéro est la meilleure vente du mois. À chaque numéro, la série se maintient dans le top 5 des meilleures ventes, faisant de celle-ci un succès. Selon les sites IGN et CBR, La Cour des Hiboux fait partie des meilleurs récits de Batman,.

### Éditions reliées
L'arc principal du récit est publié en français pour la première fois par Urban Comics sur deux tomes, en 2012 et 2013.
- Batman : La Cour des Hiboux, t. I, Urban Comics, coll. « DC Renaissance », 2012, 176 p. (ISBN 978-2-3657-7041-5)Batman (2011) n°1-7
- Batman : La Nuit des Hiboux, t. II, Urban Comics, coll. « DC Renaissance », 2013, 208 p. (ISBN 978-2-3657-7206-8)Batman (2011) n°8-12 + Annual 1

Le récit est réédité à plusieurs reprises. Ainsi, à l'occasion des 75 ans, puis des 80 ans du personnage de Batman, l'éditeur propose le récit en un seul volume, et en noir et blanc, dans sa collection « DC Essentiels ». Il est édité sous le titre La Cour des Hiboux.

## Continuité

### La Cour des Hiboux
Avec le succès du récit, la Cour des Hiboux est parfaitement intégrée dans la continuité des titres de Batman. Son histoire s'étoffe dans les séries We Are Robin (en) (« Nous sommes Robin ») et Robin War (en) (« La Guerre des Robin ») en 2015 et 2016. Les lecteurs découvrent qu'elle contrôle non seulement Gotham mais qu'elle est aussi présente à l'international avec son Parlement des Hiboux. Elle apparaît aussi comme antagoniste dans plusieurs adaptations lives : les séries télévisées Gotham et Gotham Knights.

### Nightwing
Alors que le crossover touche un seul numéro des autres séries, le personnage Dick Grayson et sa série Nightwing sont plus impliqués dans les manigances de la Cour. Le scénariste Kyle Higgins, alors responsable de Nightwing, a déjà travaillé avec Snyder sur la série Batman : Les Portes de Gotham (Batman: Gates of Gotham) au début de l'année 2011. L'Ergot envoyé pour tuer Batman se nomme William Cobb, un homme qui s'avère être l'arrière-grand-père de Dick. En affrontant Cobb, Nightwing découvre que si Batman ne l'avait pas recueilli à la mort de ses parents, sa destinée était de servir la Cour en tant que Ergot.

## Produits dérivés

### Série dérivée
Parmi les différents titres mis en avant par DC Comics lors des New 52 se trouve la série Talon lancée en septembre 2012. Écrite par James Tynion IV et Scott Snyder, avec des dessins de Guillem March, elle met en scène un nouveau personnage, Calvin Rose, sur 18 numéros. Elle raconte le récit de la fuite de Rose, Ergot de la Cour cherchant à échapper à ses anciens maîtres,. 

### Film
Le récit est librement adapté dans le film d'animation Batman vs. Robin en 2015. Le scénario, réalisé par J. M. DeMatteis, modifie le récit du comic book. Dans le film, c'est Damian Wayne, alias Robin, qui est la cible de la Cour des Hiboux. Ayant du mal à se faire accepter par son père en raison de sa violence et de sa facilité à tuer, il se voit approcher par un Ergot qui lui propose d'intégrer la Cour. 

### Novélisation
En février 2019 sort le roman Batman: The Court of Owls. Écrite par Greg Cox (en), la novélisation est publiée par Titan Books.